# ألين مكاي
ألين مكاي (بالإنجليزية: Allen McKay)‏ هو سياسي بريطاني، ولد في 5 فبراير 1927، وتوفي في 2 مايو 2013. حزبياً، نشط في حزب العمال.

## مناصب
- في الانتخابات الفرعية في مجلس العموم البريطاني [الإنجليزية]‏، انتخب عضو البرلمان السابع والأربعون للمملكة المتحدة عن دائرة Penistone (UK Parliament constituency) [الإنجليزية]‏ خلال فترته النيابية ‏ (13 يوليو 1978 – 7 أبريل 1979).
- في الانتخابات العامة للمملكة المتحدة 1979 [الإنجليزية]‏، انتخب عضو البرلمان الثامن والأربعون للمملكة المتحدة عن دائرة Penistone (UK Parliament constituency) [الإنجليزية]‏ خلال فترته النيابية ‏ (3 مايو 1979 – 13 مايو 1983).
- في الانتخابات العمومية للمملكة المتحدة 1983 [الإنجليزية]‏، انتخب عضو البرلمان التاسع والأربعون للمملكة المتحدة عن دائرة بارنزلي الغربية وبينيستون خلال فترته النيابية ‏ (9 يونيو 1983 – 18 مايو 1987).
- في الانتخابات العمومية للمملكة المتحدة 1987 [الإنجليزية]‏، انتخب عضو البرلمان الخمسون للمملكة المتحدة عن دائرة بارنزلي الغربية وبينيستون خلال فترته النيابية ‏ (11 يونيو 1987 – 16 مارس 1992).